# São Bruno em oração (Domingos Sequeira)
São Bruno em oração é uma pintura a óleo sobre tela pintada por Domingos Sequeira em 1799-1800, obra que decorou inicialmente o Convento da Cartuxa (Caxias), perto de Oeiras, tendo posteriormente sido transferida para o Museu Nacional de Arte Antiga, em Lisboa, onde se encontra actualmente.
A pintura representa São Bruno, fundador da Ordem dos Cartuxos, prostado em oração. A limitação cromática e a forma de definir os contrastes remetem para as soluções de Zurbarán.
São Bruno em oração possui um extraordinário vigor que lhe é transmitido pela fisionomia cavernosa e olhar fixo no chão, sombrio e cintilante; além disso consegue exprimir um grande dramatismo sublinhado pela colocação do foco luminoso.

## Descrição
São Bruno encontra-se prostrado em oração no interior de uma gruta, lugar apropriado para a oração, tendo à sua frente um livro de orações aberto, e ao seu lado um crucifixo assente sobre dois livros fechados, uma caveira e uma lâmpada acesa. Ao fundo vê-se uma bilha e uma tigela.
Os objectos que o Santo tem junto a si são próprios do género vanitas. O crucifixo, a caveira e a vela acesa aludem ao efémero da vida e em última instância à pessoa dever estar em paz consigo mesma pois a qualquer momento a morte pode surgir.
Sobre as mãos do Santo postas obviamente em oração incide a luz de modo que seja o foco da visão do observador. Apesar das sombras que se adensam no fundo da composição, o cruxifixo e a caveira notam-se devido à luz da vela acesa.
Em termos compositivos, de destacar que Domingos Sequeira escolheu uma posição invulgar para colocar a figura do Santo, resolvendo bem a dificuldade graças ao uso de uma perspectiva adequada.

### Ligação externa
- Página oficial do Museu Nacional de Arte Antiga